# Château des Buhards
Le château des Buhards est un château situé à La Jumellière, en France.

## Localisation
Le château est situé dans le département français de Maine-et-Loire, sur la commune de La Jumellière.

## Historique
L'édifice est inscrit au titre des monuments historiques en 1999.
Cet édifice de briques, de tuffeau et d'ardoises fut construit en 1856, par René Montrieux, maire d'Angers de 1859 à 1870, dans un style Louis XIII. L'édifice dispose d'une chapelle, d'une cour intérieure, d'une serre et de plusieurs grands bassins.